# فیلیپ ولته
فیلیپ وُلته (فرانسوی: Philippe Volter‎؛ ‏۲۳ مارس ۱۹۵۹ – ۱۳ آوریل ۲۰۰۵) بازیگر اهل بلژیک بود. وی دانش‌آموختۀ «کنسرواتوار بروکسل» بود.
از فیلم‌ها یا برنامه‌های تلویزیونی که وی در آن نقش داشته‌است، می‌توان به سیرانو دو برژراک، سه رنگ: آبی، شعبده‌بازی، زندگی دوگانه ورونیکا، ناپلئون، حواس پنج‌گانه و مکبث اشاره کرد.
او در سن ۴۶ سالگی خودکشی کرد.